# 토사
토사(土司)는 중세 중국의 조정에서 중국 국내의 소수민족계 토후들에게 부여하는 관직에 대한 총칭을 일컫는다. 이것은 직접 통치가 어려운 원거리, 오지에 대해 선택한 중세 중국의 간접 통치방식이었다.

## 개요
중국의 역대 왕조는 주변의 여러 나라와 여러 민족에 대해 책봉-조공의 형식으로 군신 관계를 맺고, 중국과 교류를 요구하는 정책을 폈다. 각각의 세력의 크기에 따라 왕작이나 주·현의 지사직, 군사 지휘관의 칭호를 주었다.
원대 이후의 토사는 중국 내의 소수민족 지배자가 개별적으로 중앙 왕조와 교류를 통해 주·현의 지사직이나, 위소제에 따른 군사 지휘관의 칭호를 받은 사람들을 가리킨다. 청나라는 이것을 한층 더 세분화하여 구별하였고, 군 지휘관의 칭호를 받은 사람들을 '토사'(土司), 주·현의 지사직을 받은 사람들을 ‘토관’(土官)이라고 불렀다. 토사와 토관의 「土」란 ‘토착’ 또는 '토박이'를 뜻하는 것으로 조상 대대로 물려받은 영지에서 세습으로 지위를 물려받는 것을 말한다. 과거를 거쳐 임관되는 관료는 출신지에 부임하는 것이 금지되어 임기가 다할 때마다 임지를 옮겨다니던 관료를 ‘류관’(流官)이라고 칭하는 것과 대비된 표현이다.
원명 대에 이르러 소수 민족의 영주가 세습 통치하는 제후령을 폐지하고, 중국의 직할령에 편입하여 과거로 임용된 관료인 류관을 파견해 통치하는 지역으로 바꾸는 것을 「개토귀류」(改土归流)라고 불렀다.

## 같이 보기
- 민족구역자치
- 위소제
- 개토귀류